# Kapitulacja „Festung Breslau”

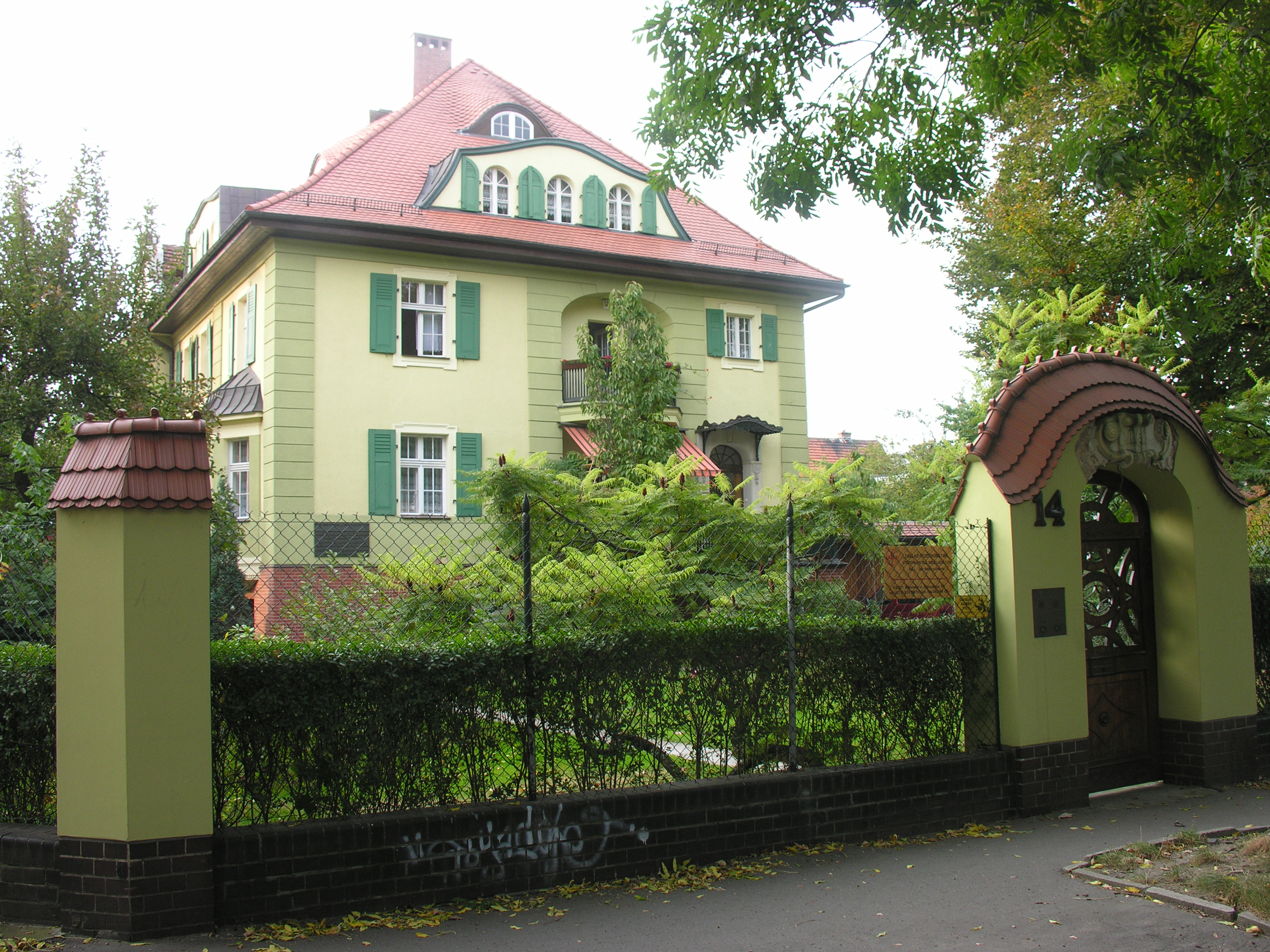
Villa Colonia we Wrocławiu – miejsce podpisania kapitulacji „Festung Breslau”

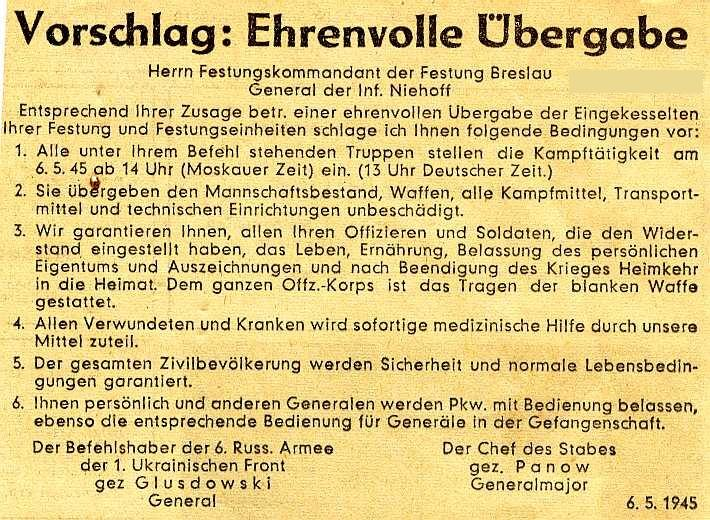
Warunki kapitulacji w języku niemieckim

Kapitulacja „Festung Breslau” – kapitulacja niemieckiej załogi „Festung Breslau” wobec wojsk radzieckich podpisana przez komendanta twierdzy generała Hermanna Niehoffa 6 maja 1945 w Villi Colonia we Wrocławiu.
Oto treść warunków kapitulacji złożonych przez dowódcę 6 Armii generała Władimira Głuzdowskiego:
'Do Pana Komendanta twierdzy Wrocław generała piechoty Niehoffa'
Zgodnie ze złożonym przez Pana przyrzeczeniem honorowego poddania zamkniętych w kotle Pańskiej twierdzy i jednostek fortecznych proponuję Panu następujące warunki:

1. Wszystkie oddziały znajdujące się pod Pańskim rozkazem wstrzymają działania bojowe z dniem 6 maja 1945 o godzinie 14.00 czasu moskiewskiego (13.00 czasu niemieckiego).

2. Przekaże Pan stan osobowy, broń, wszelkie środki bojowe, środki transportu i urządzenia techniczne w stanie nieuszkodzonym.

3. Gwarantujemy Panu, wszystkim oficerom i żołnierzom, którzy zaprzestali oporu, życie, wyżywienie, pozostawienie osobistego majątku i odznaczeń, a po zakończeniu wojny powrót do ojczyzny. Całemu korpusowi oficerskiemu zezwala się na noszenie białej broni.

4. Wszystkim rannym i chorym z naszych środków zostanie udzielona natychmiastowa pomoc medyczna.

5. Całej ludności cywilnej gwarantuje się bezpieczeństwo i normalne warunki życia.

6. Panu osobiście i innym generałom zostaną pozostawione samochody z obsługą, a także odpowiednia obsługa dla generałów w niewoli.

Chciałbym jeszcze dodać do wytycznych odnośnie do przekazania twierdzy, że zapewnione przeze mnie gwarancje dotyczące oficerów i jednostek rozciągają się również na Waffen-SS, która brała udział w obronie.

## Reakcja Stawki
Moskwa kapitulację Wrocławia uczciła salutem z 224 dział i komunikatem Stawki:

Breslau padł. Wojska 1 Frontu Ukraińskiego, po długotrwałym oblężeniu, 7 maja, całkowicie zawładnęły miastem i twierdzą Breslau. Garnizon niemieckich wojsk broniący miasta z komendantem generałem piechoty Niehoffem na czele i jego sztabem zaprzestał oporu, złożył broń i poddał się do niewoli. 7 maja do godziny 19.00 wojska nasze wzięły do niewoli w mieście Wrocław przeszło 40000 niemieckich żołnierzy i oficerów.